# Трагедия пассажиров «Короско»
Трагедия пассажиров «Короско» (англ. The Tragedy of the Korosko) — приключенческий роман британского писателя Артура Конан Дойля, впервые опубликованный частями в мае-декабре 1897 году в ежемесячном иллюстрированном журнале беллетристики «The Strand Magazine».

## Сюжет
Группа из тридцати восторженных европейских и американских туристов в 1895 году совершает поездку в Египет. Они плывут вверх по широкому Нилу на небольшом винтовом пароходе «Короско», намереваясь достичь Абосира на южной египетской границе. Туристы мечтают прикоснуться к великим памятникам Древнего Египта. Несколько дней в пути, и выходцы из Туманного Альбиона попадают в страну сфинксов и пирамид. Если бы они только знали, какие опасности ждут их впереди… Они переживают нападение и похищение мародёрами из числа дервишских повстанцев.
Это книга не только об их приключениях, но и психологическая драма о выборе, предательстве, любви и чести.

## Пассажиры
- полковник Кочрэнь-Кочрэнь из Лондона — английский офицер, уволенный в запас из-за достижения им предельного для службы возраста.
- мистер Сесиль Броун из Лондона — молодой дипломат, воспитанник Оксфордского университета.
- Джон Харри Хидинглей из Бостона, Соединённые Штаты — выпускник Гарварда, отправившийся в кругосветное путешествие.
- мисс Адамс из Бостона (США) — сердобольная старая дева, тетя Сади Адамс.
- мисс Сади Адамс из Вустера (штат Массачусетс, США) — молодая девушка, только что окончившая школу.
- мсье Фардэ из Парижа — француз, противник британского империализма.
- мистер и миссис Бельмонт из Дублина — супружеская пара. Мистер Бельмонт призер стрелковых соревнований.
- Джеймс Стефенс из Манчестера — младший компаньон в юридической конторе.
- Джон Стюарт из Бирмингема — пресвитерианский священник.
- миссис Шлезингер с нянькой и ребенком из Флоренции.

Роман выступает в защиту британского империализма и, в частности, в Северной Африке. В нём также показывается недоверие и опасения со стороны многих европейцев того времени к исламу.
В предисловии автор пишет:

«Настоящий рассказ написан на основании клятвенных показаний полковника Кочрейна и собственноручных писем мисс Адамс, уроженки города Бостона, в штате Массачусетс, дополненных со слов очевидца, капитана Арчера, состоящего в Египетском кавалерийском корпусе, и с показаний, данных им на секретном допросе правительственного агента. Мистер Джеймс Стефенс отказался добавить что-либо от себя, но так как в представленных ему показаниях не нашёл нужным сделать никаких изменений, то надо полагать, что и он не усмотрел в них никаких отступлений от истины…»
Позже роман автором был адаптирован в пьесу «Пожары судьбы». Пьеса была в свою очередь экранизирована, в 1923 году снят немой фильм, а в 1932 вышла радиопостановка.